# Jacques Faber

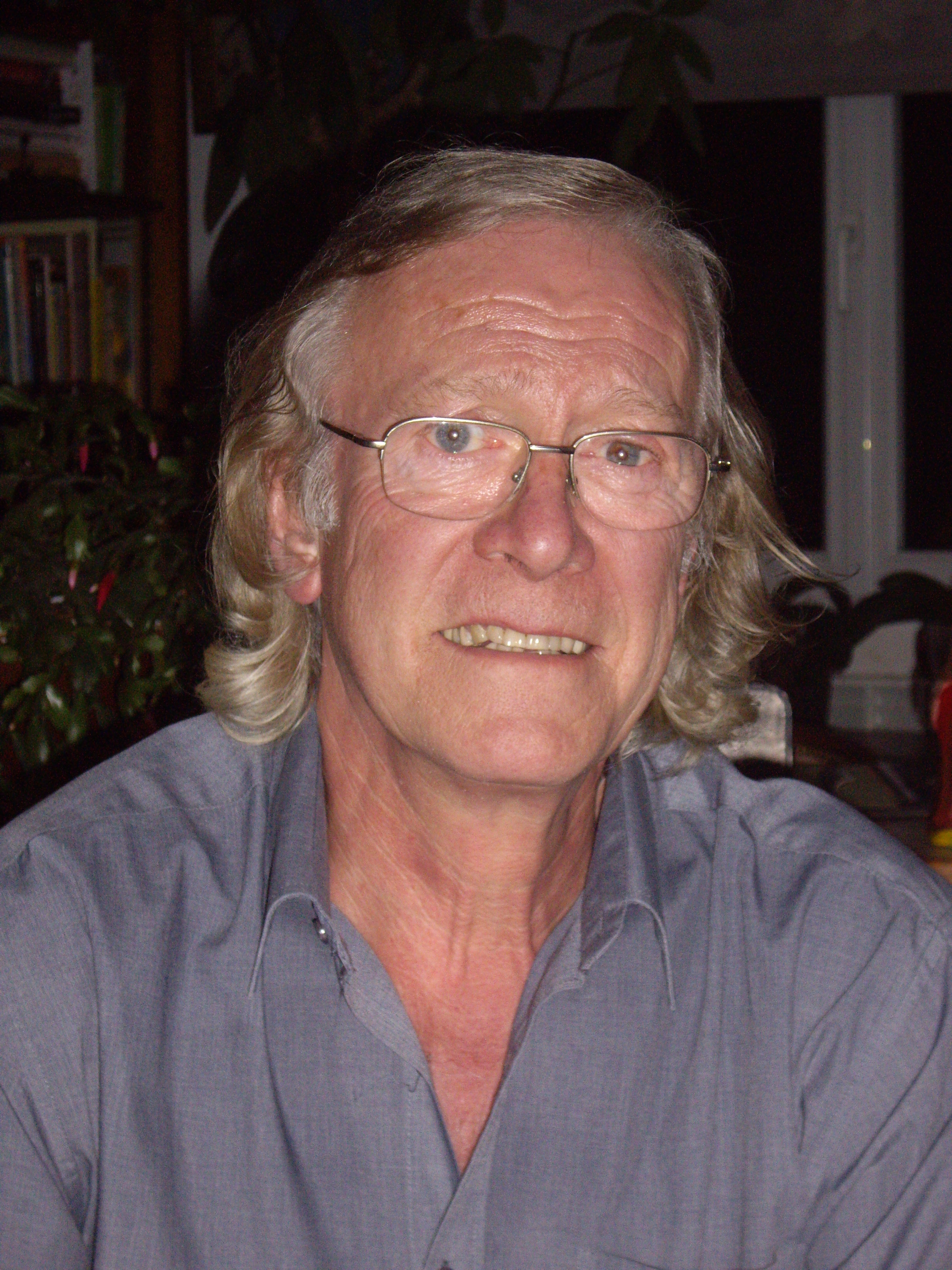
Jacques Faber (2007)

Jacques Faber (* 1. April 1940) ist ein belgisch-französischer Schauspieler und Regisseur.

## Ausbildung
Der Sohn einer Französin und eines Belgiers studierte zuerst Architektur und ließ sich dann zum Schauspieler ausbilden. Nach dem Abschluss an der Akademie für Dramatische Kunst in Etterbeek studierte er am Königlichen Konservatorium Brüssel. Anschließend nahm er in Paris Schauspielunterricht bei Henri Rollan.

## Theaterrollen
1956 gab er sein Theaterdebüt als Benjamin in Eugène Labiches La Cagnotte am Théâtre Royal du Parc à Bruxelles. Er war Mitglied der Compagnie Le Camélia, bei der er bis 1960 spielte. Dazwischen ging er auch mit der Truppe um Paul Doux auf Tournée, so 1959 in der Titelrolle von Jean Racines Britannicus Seit 1960 spielte Jacques Faber auch an Pariser Bühnen, unter anderem am Théâtre Marigny und Théâtre de l’Est. Nach einer kurzen Rückkehr an belgische Theater spielte er seit Ende der 1960er Jahre am Centre du Sud-Est in Südfrankreich.

## Filmrollen
Sein Filmdebüt gab er 1961 im belgischen Film Verführung in Blond (La tricheuse). Seit Mitte der 60er Jahre spielte Jacques Faber auch in französischen Produktionen, so als Tarzan neben Jacques Duby und Geneviève Grad in François Chatels L’amour en papier (1966), in Serien wie La Prunelle (1967) und L’homme qui rit (1970) und als Prosper Bertomy neben Catherine Rouvel in Nina Gipsy (1972). Er spielte in Jean Yannes Die große Masche (1972) und Joseph Loseys Monsieur Klein (1976). Mitte der 1970er spielte Jacques Faber in zwei französischen Militärklamotten mit Darry Cowl: als Lieutenant Fichier in Oh lala – Die kleinen Blonden sind da (1977) und als Captain Bert Colloghan in Zwei Supertypen in Afrika (1978).

## Regisseur und Autor
Jacques Faber arbeitete seit 1966 auch als Regieassistent bei Georges Franju und Pierre Gaspard-Huit. Nachdem er 1968 bereits einen Kurzfilm gedreht hat, realisierte Jacques Faber 1975 seinen ersten eigenen Spielfilm, das Drama Le Choix mit Claude Jade in einer Doppelrolle. Le Choix war 1976 der offizielle Beitrag Belgiens auf dem Internationalen Filmfestival Karlovy Vary. Der Film war deutlich autobiographisch geprägt. 1986 und 1987 inszenierte er zwei weitere Kurzfilme.
Jacques Faber, der auch als Drehbuchautor arbeitete (für Michel Gérards Les Joyeuses Colonies de vacances), veröffentlichte 2007 seinen Roman Au delà de la nuit.

## Filmografie (Auswahl)
- 1961: Verführung in Blond (La tricheuse)
- 1972: Die große Masche (Tout le monde il est beau, tout le monde il est gentil)
- 1975: Le choix (auch Drehbuch und Regie)
- 1977: Oh lala – Die kleinen Blonden sind da (Arrête ton char… bidasse!)
- 1978: Zwei Supertypen in Afrika (Général... nous voilà!)